# Литвинов Іван Олександрович
Іва́н Олекса́ндрович Литви́нов (7 березня 1975, Краматорськ, Донецька область, Українська РСР — 3 жовтня 2014, Донецьк, Україна) — капітан Збройних сил України, учасник війни на сході України.

## З життєпису
Народився 1975 року в місті Краматорськ (Донецька область). Закінчив краматорську ЗОШ № 31; займався парашутним спортом, брав участь в міжобласних змаганнях. Вступив до Одеського вищого артилерійського командного училища, перевівся в Харківське гвардійське вище танкове командне училище. Після його закінчення три роки служив у Луганському танковому полку, потім — у Бахмуті, Дніпрі та в Харкові. Створив родину; виховували дітей.
Знову у війську з 4 вересня 2014 року. Командир взводу охорони військової частини В-2336 (3-й окремий полк спеціального призначення). Один із «кіборгів».
Загинув під час війни на сході України, захищаючи Донецький аеропорт — прикриваючи відхід побратимів із засідки. Упізнаний за експертизою ДНК.
Прощання відбулось 11 вересня 2015 року в м. Кропивницький, за місцем основної служби. Похований у селищі Пісочин (Харківська область).
По смерті залишилися дружина, 12-річний син та 15-річна донька.

## Нагороди і вшанування
- Указом Президента України № 291/2016 від 4 липня 2016 року «за особисту мужність і високий професіоналізм, виявлені у захисті державного суверенітету та територіальної цілісності України, вірність військовій присязі» нагороджений орденом Богдана Хмельницького III ступеня[4].
- Його портрет розміщений на меморіалі «Стіна пам'яті полеглих за Україну» у Києві: секція 4, ряд 1, місце 32
- нагрудний знак «За оборону Донецького аеропорту» (посмертно)
- 13 жовтня 2017 року на фасаді краматорської школи № 31 йому відкрито меморіальну дошку[5]
- Вшановується 3 жовтня на щоденному церемоніалі вшанування українських захисників, які загинули цього дня в різні роки внаслідок російської збройної агресії[6]